# Astenalm (Bad Gastein)
Die Astenalm (auch Asten-Alpe und Schuster-Asten) ist eine Alm in der Gemeinde Bad Gastein im österreichischen Bundesland Salzburg.

## Lage und Charakteristik

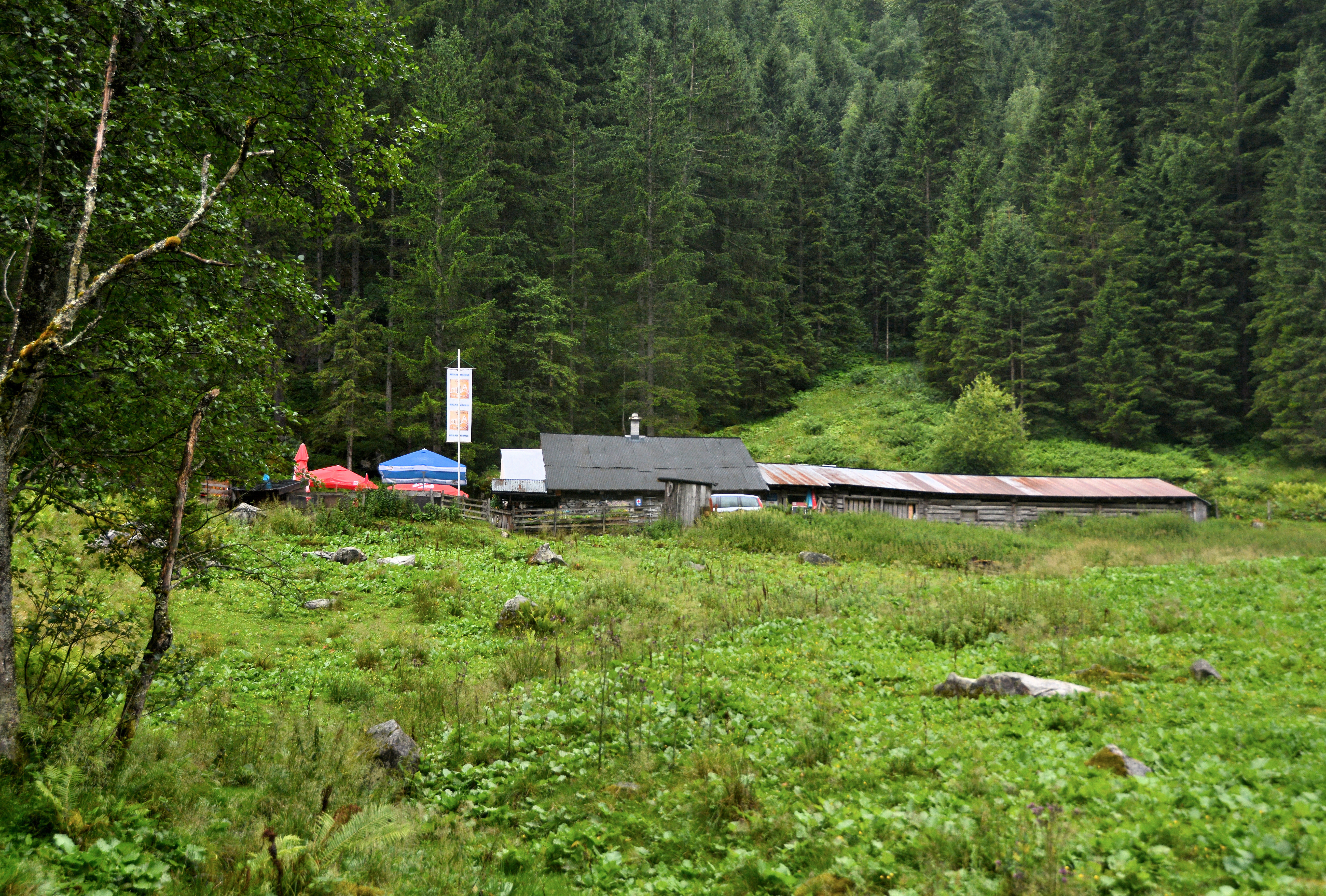
Obere Astenalm

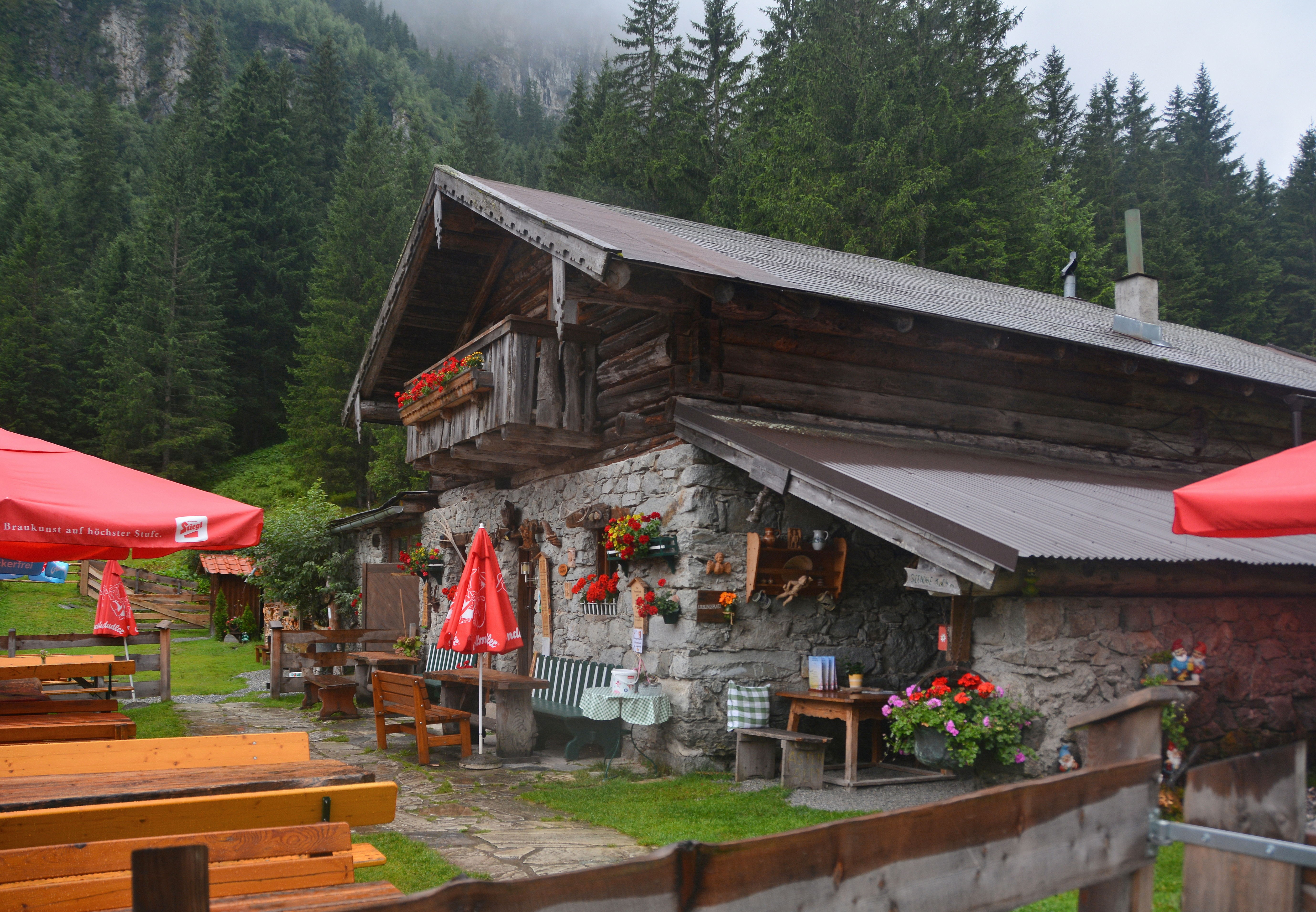
Untere Astenalm

Die Astenalm befindet sich an den nördlichen Hängen des Blumfeldköpfls in der Ankogelgruppe. Sie gehört zur Ortschaft Bad Gastein, zur Katastralgemeinde Böckstein und zum Landschaftsschutzgebiet Gasteiner-Tal. Sie liegt am rechten Flussufer der Nassfelder Ache, in die auf der gegenüberliegenden Seite der Rosskargraben mündet. Rund um die Astenalm wachsen Grauerlen. Auf einer Ruderalfläche in der Nähe gedeihen der Graugrüne Gänsefuß (Chenopodium glaucum) und das Sumpf-Rispengras (Poa palustris).

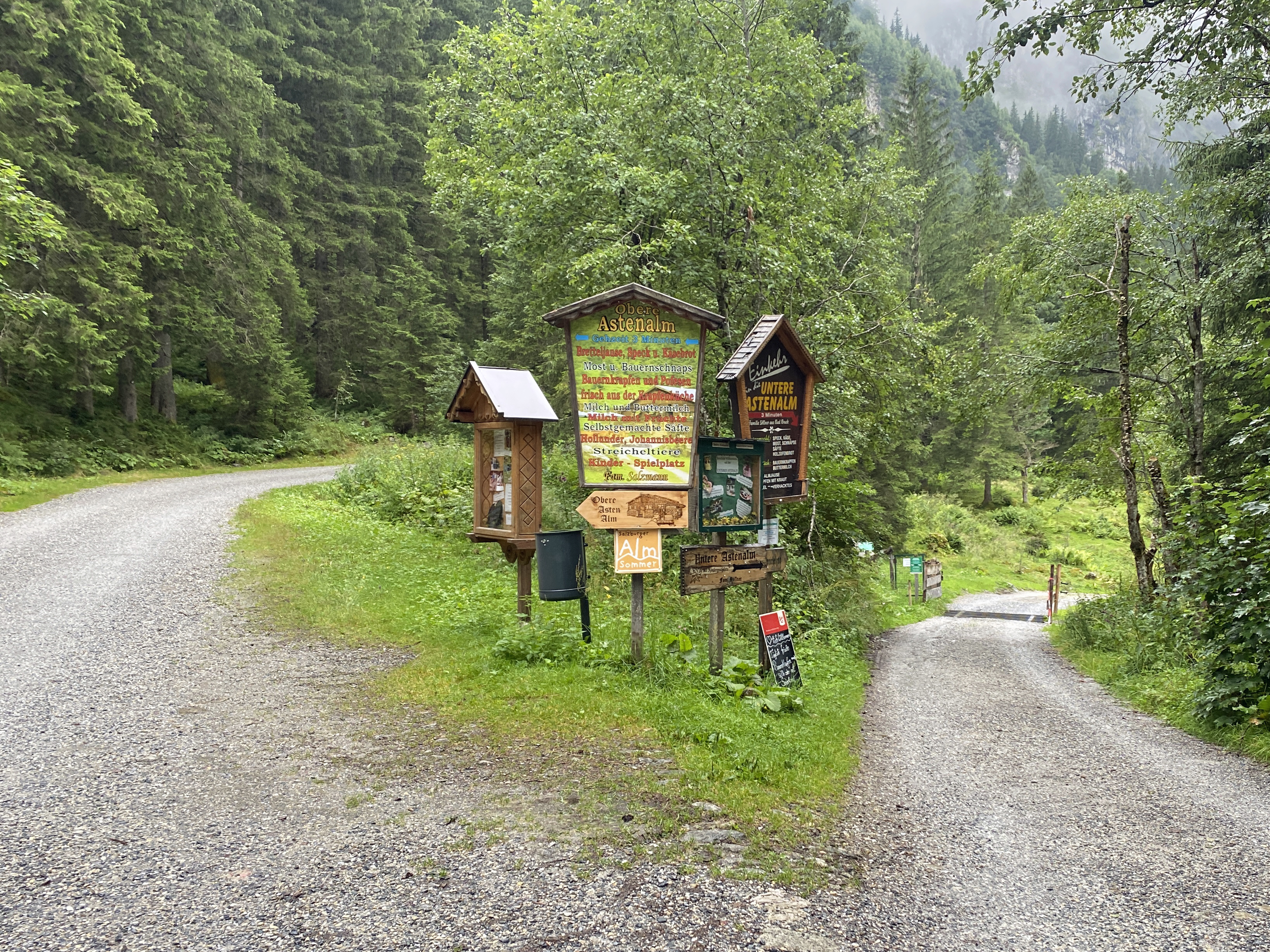
Wegteilung zur Oberen und Unteren Astenalm

Es gibt zwei Almhütten: Jene der Oberen Astenalm (Standort – 1211 m ü. A.) wird vom Röckbauer in Remsach betreut und ist ungewöhnlicherweise unterkellert, während jene der Unteren Astenalm (Standort – 1209 m ü. A.) dem Scheibenhof in Badbruck zugehörig ist. Beide werden witterungsabhängig von Mitte Mai bis Anfang Oktober als Jausenstationen bewirtschaftet. Bei der Astenalm verlaufen die Weitwanderwege Arnoweg und Salzburger Almenweg. Vom Ortszentrum von Bad Gastein führt eine leichte Mountainbikestrecke auf das Areal.

## Geschichte
Als Asten wird allgemein eine Alm bezeichnet, auf der sich das von höher gelegenen Almen gebrachte Vieh einige Tage oder Wochen aufhält, bevor es ins Tal geholt wird. Im von 1823 bis 1830 erstellten Franziszeischen Kataster ist die Alm mit mehreren Gebäuden als Schusterasten verzeichnet. Zu dieser Zeit befand sich hier eine Aufzugsmaschine für den Bergbau.
Die Obere Astenalmhütte bestand schon im 19. Jahrhundert. Sie gehörte früher zum Schachengut am Hüttenkogel. Die Untere Astenalmhütte hingegen gehörte noch im 20. Jahrhundert zum Straubinger (siehe auch Hotel Straubinger in Bad Gastein) und wurde entsprechend auch Straubingeralm und Straubingerasten genannt. Sie wurde in den 1950er Jahren von einer Lawine zerstört und in den 1970er Jahren neu errichtet.